# محمية إنتابيني للحياة البرية
محمية إنتابيني للحياة البرية، إنتابيني تعني "مكان الجبل"، وهي محمية خاصة بمساحة 220 كـم2 (85 ميل2) تقع في واتربيرج في مقاطعة ليمبوبو في جنوب أفريقيا. تحظى محمية إنتابيني بشعبية كبيرة لرحلات السفاري نظرًا لفرصة رؤية الحيوانات الكبيرة ومجموعة متنوعة من الطيور وأنواع الظباء، بالإضافة إلى مناظرها الطبيعية وحقيقة أنها تقع في منطقة خالية من الملاريا.[بحاجة لمصدر] تعد المحمية موطنًا للأسود، والفيلة الأفريقية، والزرافات الجنوب أفريقية، والنمور الأفريقية، والفهد الجنوب أفريقي، والخنازير البرية، والجاموس الأفريقي، وأفراس النه، وغيرها من حيوانات السفاري في مجموعة متنوعة من الموائل.
الصيف في إنتابيني يبدأ من نوفمبر ويستمر حتى مارس مع درجات حرارة تتراوح بين 15 و 40 °م (59 و 104 °ف) . تتراوح درجات الحرارة في الشتاء من −5 إلى 25 °م (23 إلى 77 °ف) (أبريل-أكتوبر).
المحمية مملوكة لشركة ليجند لودجيس ويتم إدارتها من قبلها.
كما يوجد في مكان الإقامة مدرسة إنتابيني لتدريب مرشدي الطبيعة.

## روابط خارجية
- http://www.legendlodges.co.za
- http://www.natureguidetraining.co.za
- http://www.legendgolfsafari.com